# Anne Braden
Anne McCarty Braden (Louisville, 28 luglio 1924 – Louisville, 6 marzo 2006) è stata un'attivista statunitense, sostenitrice dell'uguaglianza fra le razze e contraria alla segregazione.

## Biografia
Nata a Louisville e cresciuta ad Anniston, città in cui si respirava un forte clima razzista, la Braden maturò in una famiglia bianca della classe media, abituata ad accettare a cuore aperto i costumi razziali tipici del Sud. Devota alla Chiesa episcopale, la Braden da sempre non condivideva la segregazione razziale, ma non la mise mai in dubbio prima degli anni trascorsi al college, il Randolph-Macon Woman's College in Virginia. Dopo aver lavorato a vari quotidiani di Anniston e Birmingham, in Alabama, tornò in Kentucky da giovane adulta per scrivere per il Louisville Times. Lì, nel 1948, incontrò e sposò il collega giornalista Carl Braden, un sindacalista di sinistra. Da allora, ispirata dalle idee del marito, divenne una sostenitrice del movimento per i diritti civili, proprio in un momento in cui era impensabile per un bianco del Sud, nonché rischioso, prendere la difesa delle comunità afroamericane.

## Esordi nell'attivismo
Nel 1948, Anne e Carl Braden si dedicarono alla corsa alla presidenza di Henry Wallace per il Partito Progressista. Subito dopo la sconfitta di Wallace, lasciarono il giornalismo tradizionale per applicare il loro talento nella scrittura nelle questioni importanti per l'ala sinistra interrazziale del movimento operaio attraverso l'Unione dei Lavoratori nelle Fattorie, che rappresentava gli agricoltori ed i fattori della città.
Nonostante il movimento operaio (labour party) del dopoguerra fosse a pezzi e meno incline alle cause più importanti per la società americana dell'epoca, la questione dei diritti civili riaccese l'interesse di molti. Nel 1950, Anne Braden guidò un'unità di desegregazione in Kentucky. Subì un primo arresto nel 1951, quando condusse una delegazione di donne bianche del Sud, organizzata dal Congresso dei diritti civili, in Mississippi per protestare contro l'esecuzione di Willie McGee, un afroamericano condannato per lo stupro di una donna bianca, Willette Hawkins.

## Il caso "Wade"
Nel 1954, gli Wade, una famiglia afroamericana che conosceva i Braden attraverso la loro associazione, si avvicinò ad essi con una proposta che avrebbe drasticamente sconvolto la vita di tutte le persone coinvolte. Come molti altri americani dopo la Seconda guerra mondiale, Andrew Wade volle comprare una casa in un quartiere di periferia. A causa delle pratiche abitative scritte da Jim Crow, gli Wade trascorsero svariati mesi infruttuosi alla ricerca di una casa in cui vivere per conto proprio. I Braden, che non esitarono mai a dimostrare il loro sostegno alla comunità afroamericana, accettarono di comprare una casa a nome dei Wade. Il 15 maggio 1954, Andrew Wade e sua moglie Charlotte trascorsero la loro prima notte nella nuova casa nel sobborgo di Louisville, un posto noto come Shively, in Kentucky. Dopo aver scoperto che delle persone di colore si erano appena trasferite in quella casa, ritenuta di proprietà di bianchi, alcuni vicini bianchi bruciarono una croce davanti alla casa, spararono alle finestre e condannarono i Braden per aver comprato l'abitazione per dei neri. L'esplosione avvenne poco dopo la mezzanotte del 27 giugno 1954. È plausibile che questo gesto repentino sia stato alimentato, in parte, dalla sentenza della Corte Suprema degli Stati Uniti che condannava la segregazione scolastica, dopo le vicende del caso Brown v. Board of Education, al vaglio qualche settimana prima dell'accaduto. Sei settimane dopo, le tensioni nella comunità locale si accrebbero e qualcuno mise della dinamite per far saltare in aria la casa di Andrew Wade, fortunatamente mentre lui e la moglie erano fuori. Nonostante l'attentato sia stato imputato a Vernon Bown, tra l'altro collega di Wade e dei Braden, gli effettivi responsabili non sono mai stati cercati né processati, a testimonianza dello scarso interesse della giustizia locale verso casi di persone afroamericane.
Questo calvario fu interessato anche dal maccartismo. I Braden ed altri cinque bianchi furono accusati di aver voluto avviare una guerra razziale. Furono persino accusati di aver fatto saltare in aria loro stessi la casa, come casus belli per rovesciare il governo del Kentucky.  Nel periodo del maccartismo era assai facile essere presi di mira dal governo e dichiarati comunisti: gli Stati Uniti, che temevano lo scontro con l'Unione Sovietica nel pieno della Guerra fredda, condannavano aspramente chiunque fosse giudicato comunista. In particolare, Carl Braden fu accusato di essere un combina-guai comunista e fu condannato a scontare 15 anni di carcere, ma rimase in cella solo per otto mesi. La Corte Suprema stabilì, circa un anno dopo, che il signor Braden dovesse essere scagionato. Tutte le accuse contro di lui e la moglie caddero perché la Corte affermò che la sedizione era un crimine federale e non statale. I Wade poterono trasferirsi di nuovo a Louisville, non senza problemi.

## Successivo attivismo
Inseriti nella "lista nera" per qualsiasi impiego locale, i Braden trovarono lavoro come organizzatori per la Conferenza sul Fondo per l'Istruzione del Sud (Southern Conference Educational Fund), una piccola organizzazione per i diritti civili, con sede a New Orleans, la cui missione era quella di sollecitare, nel Sud degli U.S.A., il sostegno dei bianchi verso il movimento per i diritti umani. Negli anni precedenti, le violazioni di tali diritti avevano fatto scalpore persino nel Sud, finendo su quotidiani nazionali ed in televisione. I Braden svilupparono i propri mezzi di comunicazione, specialmente riviste locali, e diffusero numerosi opuscoli o comunicati stampa per pubblicizzare campagne di sensibilizzazione. Nel 1958 Anne scrisse The Wall Between ("Il muro nel mezzo"), una raccolta di memorie sul loro caso di sedizione. Fu uno dei pochi libri del suo tempo a disfare la psicologia del razzismo nel Sud e fu elogiato da vari leader dei movimenti nazionali, tra cui Martin Luther King ed Eleanor Roosevelt, arrivando ad essere candidato per il National Book Award. Nonostante le loro politiche radicali li avessero un po' emarginati, i Braden furono elogiati da molte associazioni studentesche di attivisti degli anni Sessanta e considerati come validi alleati bianchi dai leader afroamericani.
I Braden ebbero tre figli: James, nato nel 1951, Rhodes Scholar del 1972, laureato in Legge ad Harvard (precedendo Barack Obama come direttore della Harvard Law Review) e giudice per oltre 25 anni a San Francisco, in California; Elizabeth, nata nel 1960, insegnante in Paesi di tutto il mondo e nelle zone rurali dell'Etiopia dal 2006; Anita, nata nel 1953 e morta di una malattia polmonare grave all'età di 11 anni.
Dopo la morte del marito Carl, avvenuta nel 1975, Anne rimase tra gli attivisti antirazzisti bianchi più di spicco in tutta la nazione. Istigò la formazione di una nuova generazione multirazziale regionale e guidò diverse associazioni, tra cui il Comitato per l'Economia e la Giustizia Sociale del Sud, combattendo anche per questioni ambientali. Divenne una voce fondamentale anche in rivolte anti-nucleari, a sostegno dell donne e di vari altri movimenti che spuntarono negli anni Ottanta.
Dal 1980 al 2000 scrisse per il Southern Exposure e il National Guardian.
Nel 1990 Anne ricevette numerosi premi per la sua battaglia per i diritti civili. Negli ultimi tempi, il suo attivismo si concentrò prevalentemente su Louisville, dove rimase leader nella lotta al razzismo ed insegnante di storia della giustizia sociale nelle università locali. Anne morì il 6 marzo 2006. In suo onore, presso l'Università di Louisville, il 4 aprile 2007 fu inaugurato un istituto di ricerca per la giustizia sociale, che mira a sostenere i diritti civili a livello mondiale ma specialmente nel Sud degli Stati Uniti.

## Nella cultura di massa
I Flobots, un gruppo alternative hip hop, hanno celebrato questa donna con il singolo Anne Braden, uscito nel 2007 con l'album Fight With Tools. La canzone riporta alcune registrazioni originali della Braden e le sue idee.